# クケナン山
クケナン山（クケナンさん、西: Tepuy Kukenán、英: Kukenán-tepui）はベネズエラのギアナ高地にあるテプイ（テーブルマウンテン）。

## 概要
北緯5度12分、西経60度50分にある。標高2,680m。サバンナの真中に、1,000m近く切り立った壁は、遠くから見ると陸に浮かぶ軍艦にも形容される。各大陸のプレートテクトニクス活動で、ギアナ高地付近は移動の回転軸にあたると考えられている。このため火山噴火や地震などの地質学的な変化の影響をほとんどうけず、ゴンドワナ大陸の頃の地球上では最古の岩盤がそのまま残っているといわれている。
また、落差世界第4位のクケナン滝(610m)もこのテプイから流れ落ちている。

### 気候
カリブ海からの湿った空気が常に入り込んでくる。このため、常に湿度が高く、頂上の気候は目まぐるしく変化する。大雨が降ったり、晴れたと思うとすぐに濃い霧がでたりと、同じ天候が10分と持たない。

### 生態系
大量に降る雨により、土砂はほとんど流されてしまう。このため土壌から栄養分を取れないためか、食虫植物が数多く自生している。また、泳ぐこともはねることもできないカエルの一種のオリオフリネラが数多く生息している。このオリオフリネラは、隣のロライマ山とクケナン山にしか生息していない。このため、2つの山は昔は一つではなかったかと推測されている。

### 登山
ロライマ山と異なり、本格的なロッククライミングの技術が無いと登頂不可能である。また雨季になると、クケナン山から流れ落ちるクケナン川が増水し、近づくことも難しくなる。
1980年代に、ナショナル・ジオグラフィックが大規模な登山隊を派遣。山頂の調査を行っている。